# Mittlerer Schwarzwald bei Haslach
Mittlerer Schwarzwald bei Haslach este o arie protejată (arie specială de conservare — SAC, sit de importanță comunitară — SCI) din Germania întinsă pe o suprafață de 665,77 ha, integral pe uscat.

## Localizare
Centrul sitului Mittlerer Schwarzwald bei Haslach este situat la coordonatele 48°17′53″N 8°03′17″E / 48.2981°N 8.0547°E.

## Înființare
Situl Mittlerer Schwarzwald bei Haslach a fost declarat sit de importanță comunitară în ianuarie 2005 pentru a proteja 1 specie de plante și 10 specii de animale. Situl a fost protejat și ca arie specială de conservare în ianuarie 2019.

## Biodiversitate
Situată în ecoregiunea continentală, aria protejată conține 11 habitate naturale: Cursuri de apă de la nivel de câmpie la nivel montan, cu vegetație Ranunculion fluitantis și Callitricho-Batrachion, Pajiști uscate europene, Formațiuni ierboase bogate în specii de Nardus, dezvoltate pe substraturi silicioase în zone montane (și în zone submontane, în Europa continentală), Pajiști cu Molinia pe soluri calcaroase, turboase sau argilos-nămoloase (Molinion caeruleae), Liziere de ierburi înalte hidrofile de câmpie și de nivel montan până la alpin, Fânețe de joasă altitudine (Alopecurus pratensis, Sanguisorba officinalis), Grohotișuri silicioase medio-europene, la altitudine înaltă, Pante stâncoase silicioase cu vegetație casmofită, Păduri de fag Luzulo-Fagetum, Păduri pe pante, grohotișuri și ravene de Tilio-Acerion, Păduri aluvionare cu Alnus glutinosa și Fraxinus excelsior (Alno-Padion, Alnion incanae, Salicion albae).
La baza desemnării sitului se află mai multe specii protejate:
- plante (1): Orthotrichum rogeri
- amfibieni (1): izvoraș-cu-burta-galbenă (Bombina variegata)
- mamifere (1): liliac comun (Myotis myotis)
- nevertebrate (6): Austropotamobius torrentium, Coenagrion mercuriale, Euplagia quadripunctaria, phengaris nausithous (Maculinea nausithous), Maculinea teleius, Unio crassus
- pești (2): cicar (Lampetra planeri), somonul (Salmo salar)